# كأس أمم أوقيانوسيا 1998
كأس أوقيانوسيا للأمم 1998 (بالإنجليزية: 1998 OFC Nations Cup) هو الموسم 4 من  كأس أوقيانوسيا للأمم. أشرف على تنظيمه اتحاد أوقيانوسيا لكرة القدم، وكان عدد الأندية المشاركة فيه  6، وفاز فيه منتخب نيوزيلندا لكرة القدم.